# Grabmal des Elias Borßdorff

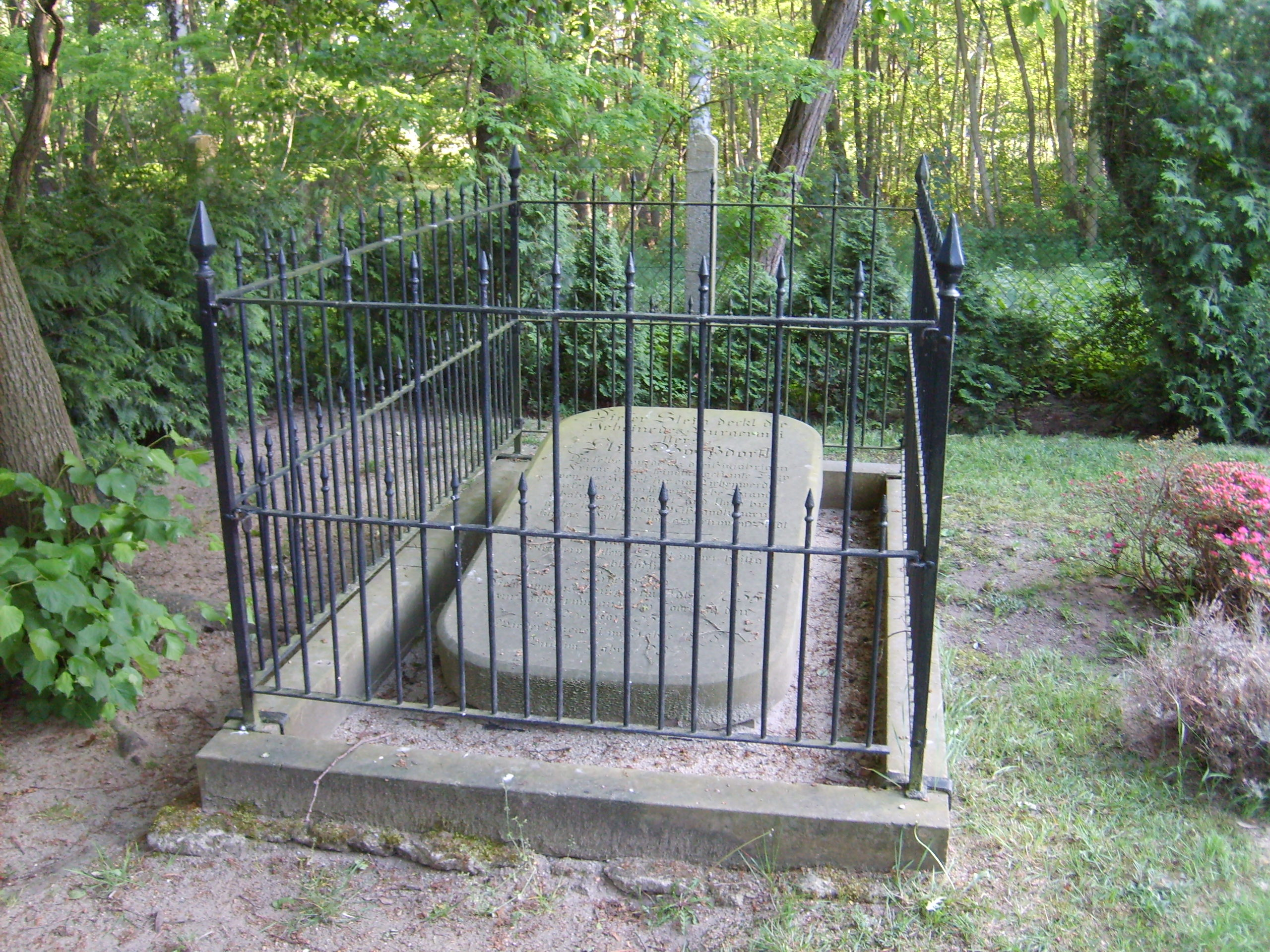
Borßdorff-Grab in Zeischa

Das Grabmal des Elias Borßdorff befindet sich auf dem Friedhof im Ortsteil Zeischa der Kurstadt Bad Liebenwerda im südbrandenburgischen Landkreis Elbe-Elster. Die Anlage steht heute unter Denkmalschutz.

## Beschreibung und Geschichte

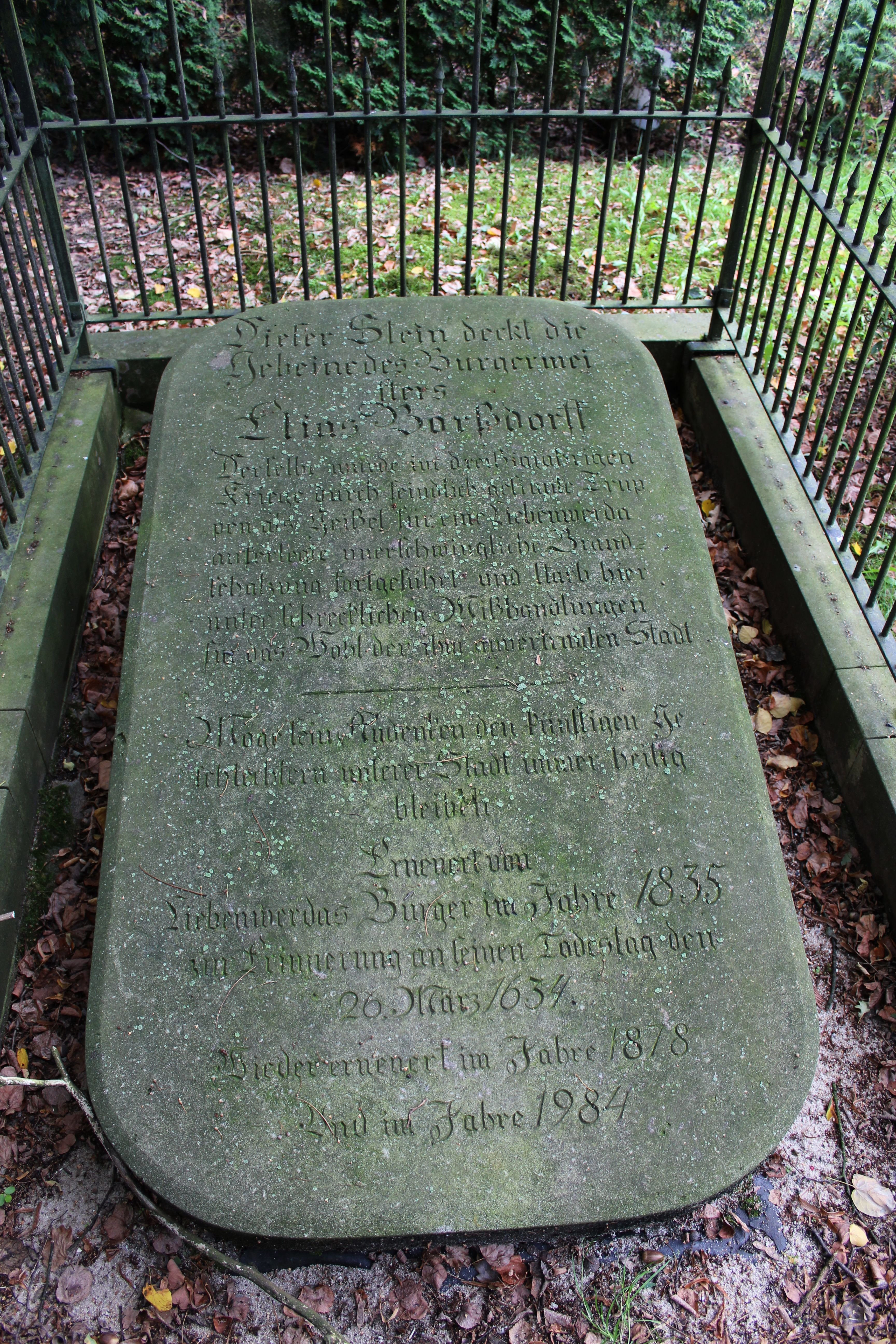
1878 erneuerter Grabstein

Auf dem Friedhof von Zeischa befindet sich das inzwischen unter Denkmalschutz stehende Grab des im Dreißigjährigen Krieg von schwedischen Truppen bei Zeischa zu Tode geschleiften Liebenwerdaer Bürgermeisters Elias Borßdorff. Der das Grab abdeckende, mit einer Inschrift versehene Gedenkstein stammt aus dem Jahre 1878. Ursprünglich bedeckte dieses Grab ein „einfacher Leichenstein“, der 1834 auf Initiative einiger Liebenwerdaer Bürger gehoben, erneuert und mit einer Inschrift versehen wurde. Als die Verwitterung die Inschrift des Steins im Laufe der Jahrzehnte nahezu unleserlich gemacht hatte, wurde im Jahre 1878 das Grab unter Mitwirkung des Maurermeisters Jost, des Bildhauers Lauschke und des Schlossermeisters Franke erneuert und von einem kleinen eisernen Gitter umgeben. Mit einem großen Festakt unter der Beteiligung mehrerer örtlicher Vereine, Unternehmer, der Freiwilligen Feuerwehr und Lokalpolitiker wurde das Grabmal am 13. Oktober 1878 schließlich eingeweiht.
Eine abermalige Erneuerung des damals schon unter Denkmalschutz stehenden Grabmals erfolgte im Jahre 1984.
Inschrift auf dem Grabstein

„Dieser Stein deckt die Gebeine des Bürgermeisters Elias Borßdorff.

Derselbe wurde im Dreißigjährigen Krieg durch feindlich gesinnte Truppen als Geißel für einen Liebenwerda auferlegte unerschwingliche Brandschatzung fortgeführt und starb hier unter schrecklichen Misshandlungen für das Wohl der ihm anvertrauten Stadt!

Möge sein Andenken den künftigen Geschlechtern unserer Stadt immer heilig bleiben!

Erneuert von Liebenwerda’s Bürgern im Jahre 1834 zur Erinnerung an seinen Todestag den 26. März 1634.

Wieder erneuert im Jahre 1878.

Und im Jahre 1984.“

## Elias Borßdorff

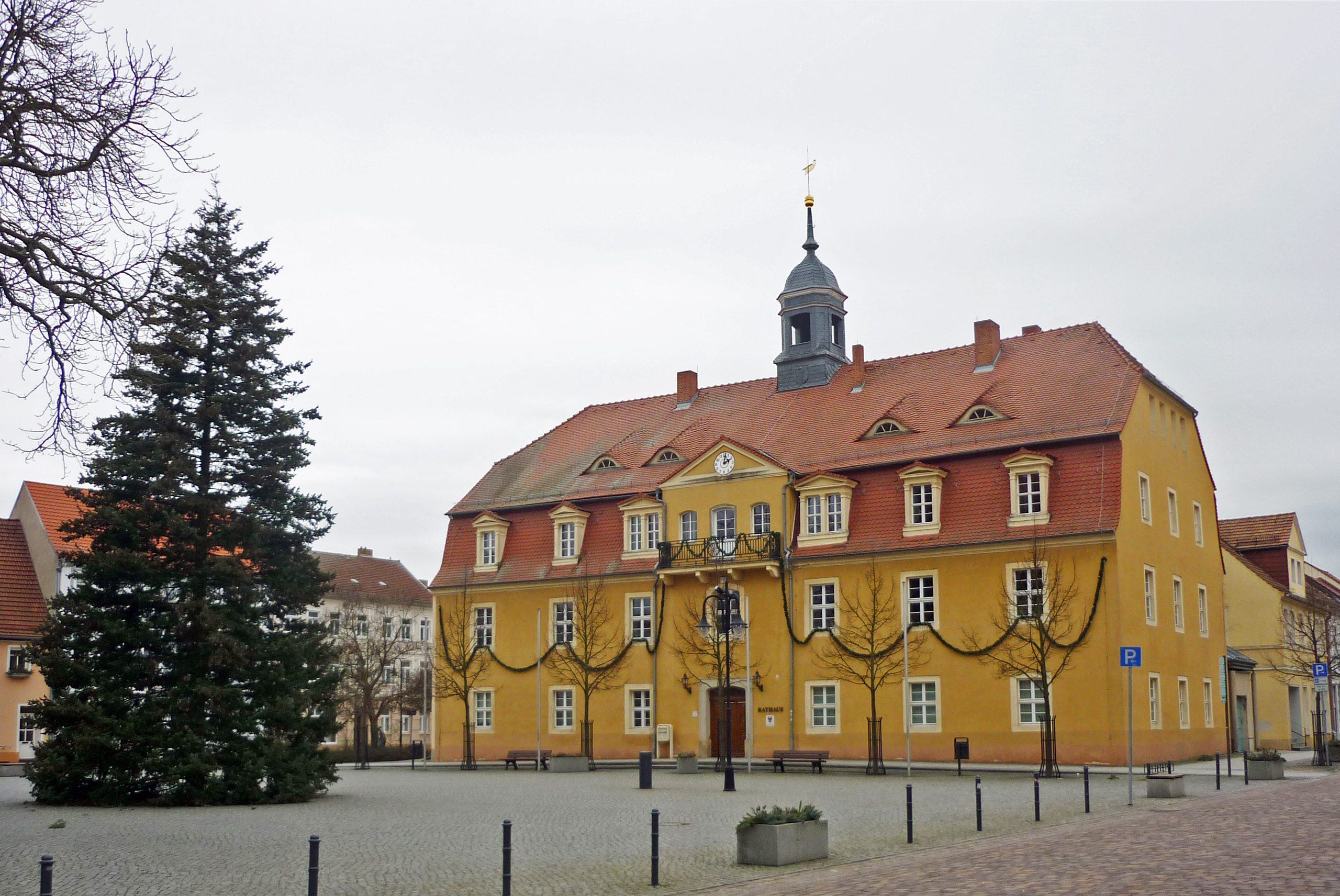
Das 1805 errichtete Bad Liebenwerdaer Rathaus

Der ca. 1590 in Wurzen geborene und getaufte Elias Borßdorff erlernte ab 1605 den Beruf des Hutmachers. Im Anschluss seiner Lehre folgten schließlich die damals üblichen Wanderjahre. Diese führten in letztlich im Jahre 1615 nach Liebenwerda. Hier heiratete er am 29. Juni 1618 in der Nikolaikirche Martha Adelmann, die Tochter eines Liebenwerdaer Hutmachers. Allerdings starb bei einer kurz darauf folgenden Epidemie im Jahre 1622 nahezu seine ganze Familie. Unter den Opfern waren seine Frau Martha sowie seine beiden Kinder Jakob und Christoph. Ein weiterer Sohn war bereits 1619 kurz nach seiner Geburt gestorben. Im Januar 1623 heiratete er deshalb die Witwe Anna Herrmann. Aus dieser Ehe ging zwischen 1631 und 1634 der Sohn Elias hervor.
Der Überlieferung zufolge wurde Elias Borßdorff schließlich Bürgermeister von Liebenwerda. Als im Laufe des Dreißigjährigen Krieges am 26. März 1634 schwedische Truppen in die Stadt einfielen und die Herausgabe der Stadtkasse sowie 25000 Taler Kontribution forderten, lehnte Borßdorff trotz Androhung von Gewalt kraft seines Amtes alle Forderungen ab. Daraufhin spürten die Schweden den inzwischen geflohenen Bürgermeister in seinem Versteck in den Liebenwerdaer Weinbergen auf, banden ihn an zwei Pferde und schleiften ihn unter schweren Misshandlungen durch die Gegend. Bei Zeischa erlag Borßdorff schließlich seinen schweren Verletzungen. Die Geschichte beruht auf einer Aufzeichnung des Liebenwerder Geschichtsschreibers Carl von Lichtenberg aus dem Jahre 1837 in seiner in diesem Fall ohne nähere Quellen benannten Stadtchronik.

## Weiteres Gedenken

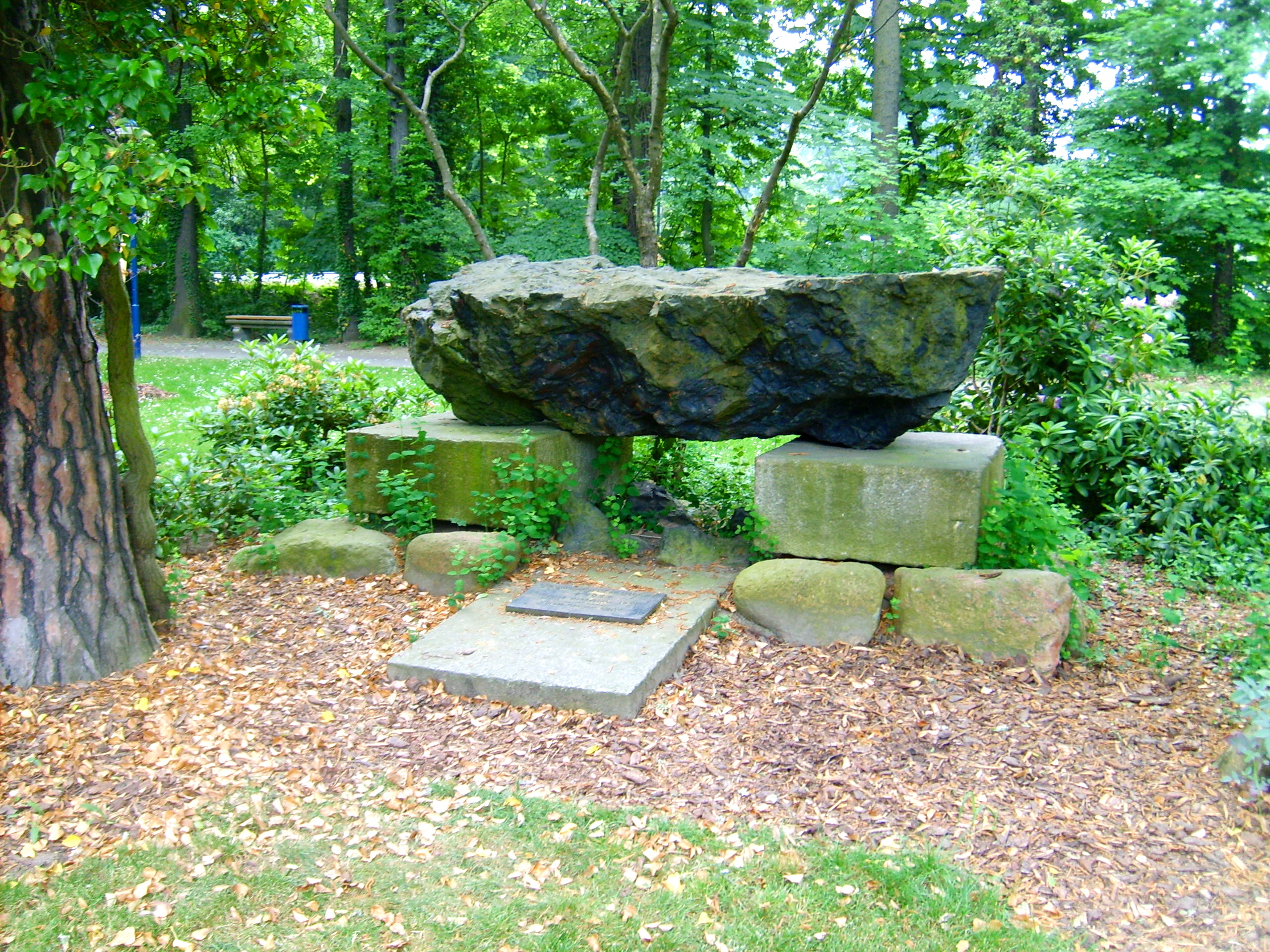
Borßdorff-Denkmal in Bad Liebenwerda

Der Heldenmut des Bürgermeisters Borßdorff war es den Einwohnern der Stadt Liebenwerda im Laufe der letzten Jahrhunderte immer wieder wert seiner zu gedenken. So ist überliefert, dass ab dem Jahre 1699 jeden Abend zur 10. Stunde zu seinem Gedächtnis die Rathausglocke geläutet wurde. Im Jahre 1880 gab ein Lehrer der Liebenwerdaer Töchterschule, K.G. Kretzschmar, die Denkschrift „Denkworte zur Erinnerung des Borsdorffschen Denksteins“ heraus.
Groß gefeiert wurde der 300. Todestag. Vom 26. Mai bis 3. Juni 1934 fand zu seinen Ehren ein großes Heimatfest in Bad Liebenwerda statt. Das Ereignis wurde Rundfunk übertragen und ein abschließender Festumzug führte zum Grab in Zeischa, wo ein Kranz niedergelegt und ein Ansprache des Pfarrers Schaufuß erfolgte.
Neben dem Zeischaer Grabmal erinnert außerdem im Bad Liebenwerdaer Kurpark, dem sogenannten Wäldchen, ein weiteres Denkmal an Elias Borßdorff.